# Cantonul Saint-Pierreville
Cantonul Saint-Pierreville este un canton din arondismentul Privas, departamentul Ardèche, regiunea Rhône-Alpes, Franța.

## Comune
- Albon-d'Ardèche
- Beauvène
- Gluiras
- Issamoulenc
- Marcols-les-Eaux
- Saint-Étienne-de-Serre
- Saint-Julien-du-Gua
- Saint-Pierreville (reședință)
- Saint-Sauveur-de-Montagut